# Richard de Beaufou
Richard de Beaufou (Ricardus de Bellafago) est un évêque d'Avranches du début du XIIe siècle.

## Biographie
Il est probablement de la même famille que Robert de Beaufou, compagnon de Guillaume le Conquérant d'après Wace, et Guillaume de Beaufeu (en), évêque de Thetford (en) (fl. 1085-1091).
Archidiacre de Suffolk (en),, Richard est élu évêque d'Avranches en 1134, suivant Robert, abbé du Mont-Saint-Michel et consacré en 1135 selon Orderic Vital, succédant à Turgis.
Il témoigne dans de nombreuses chartes, à la fin du règne d'Henri Ier, comme chapelain royal,. Il assiste au concile tenu par Étienne en 1136. Il confirme la donation pour la fondation de l'abbaye de la Trappe à Soligny, dont il dédie la chapelle à la Sainte-Trinité peu avant sa mort.
Il possédait des biens en Angleterre. Le Monasticum anglicanorum dit qu'il donne terres, églises, dîmes et autres biens à l'église de Norwich.
Il meurt le 25 avril 1142 et il est inhumé à l'abbaye du Bec, où avaient pris l'habit son père et son frère.

## Source
- (en) Cet article est partiellement ou en totalité issu de l’article de Wikipédia en anglais intitulé « Richard de Beaufou » (voir la liste des auteurs).